# Ville de Saguenay
Ville de Saguenay (oficialment en francès) o comunament Saguenay és una ciutat canadenca de 144.746 habitants, situada a la província del Quebec. Així mateix, és la capital de la regió de Saguenay–Lac-Saint-Jean. La ciutat va ser establerta el 18 de febrer de 2002 per la unió de les ciutats de Chicoutimi, Jonquière, La Baie, i Laterrière, a més de les municipalitats de Lac-Kénogami, Shipshaw i part del poblat de Tremblay.

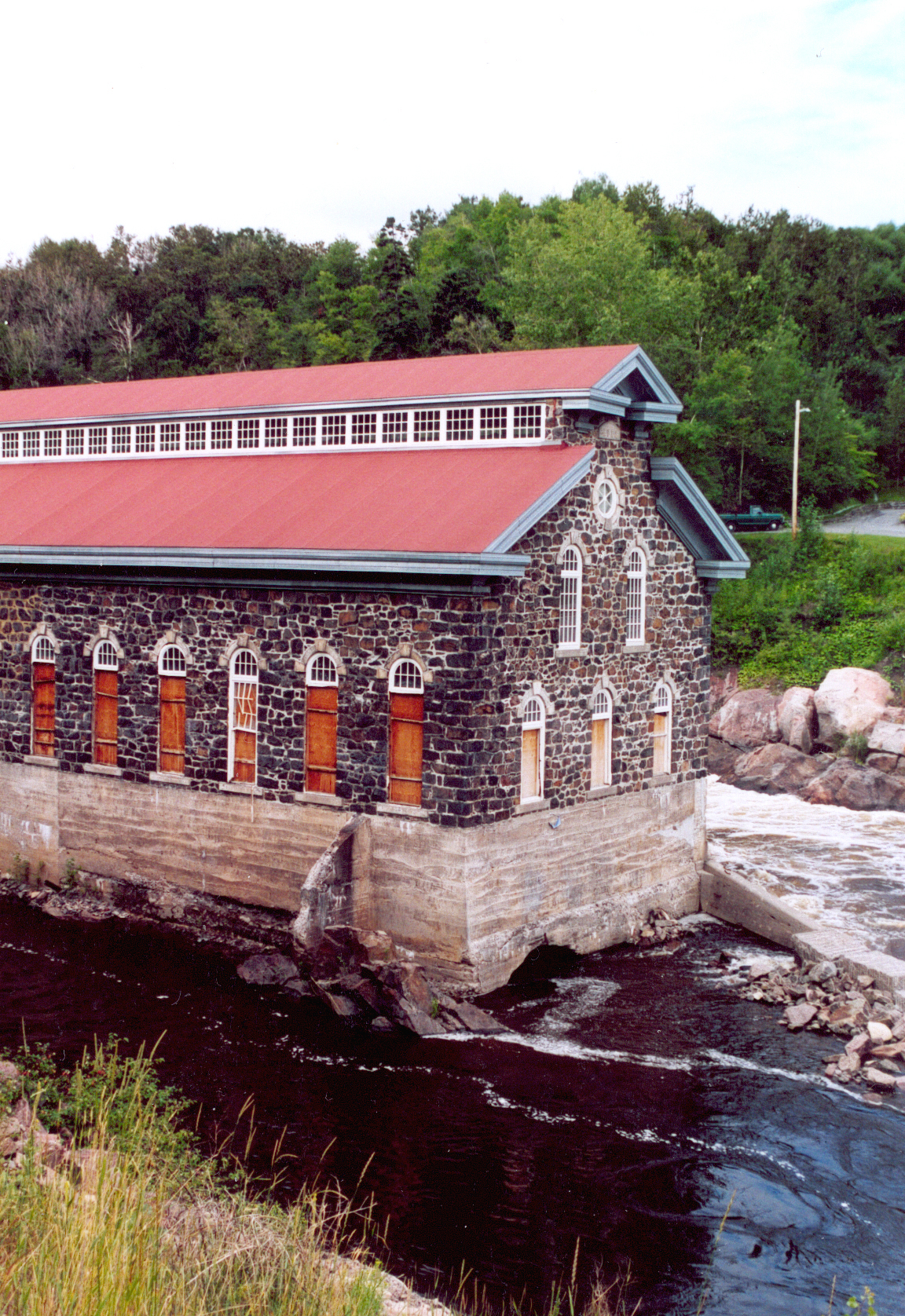
Pulperie de Chicoutimi

Saguenay es localitza a la vora del riu Saguenay, en una depressió de l'escut canadenc en la qual es presenta un clima més temperat que a les regions adjacents, el que permet l'agricultura.